# 마에다 료이치
마에다 료이치(일본어: 前田 遼一, 1981년 10월 9일, 일본 고베시)는 일본의 전 축구 선수이다.

## 축구인 생활

### 선수 생활
2000년, J리그 주빌로 이와타에 입단하였으며 2009년과 2010년 J리그 득점왕에 올랐다(2년 연속은 최초). 2015년 J리그 FC 도쿄로 이적하였다.

### 국가대표 생활
그는 2001년 FIFA 세계 청소년 축구 선수권 대회에 참가할 일본 U-20 국가대표팀에 발탁되었으며, 3경기에 출전했다.
그는 2002년 아시안 게임에 참가할 일본 U-23 국가대표팀에 발탁되었으며, 은메달 획득에 기여했다.
그는 2007년 8월 22일 카메룬과의 경기에서 일본 국가대표팀에 데뷔했다. 2011년 AFC 아시안컵에 출전하였다. 사우디아라비아와의 조별 예선에서 두 골을 기록하여 팀의 5-0 대승에 기여하였다. 아시안컵 우승. 2013년 FIFA 컨페더레이션스컵에도 출전했다. 그는 2013년까지 국제 A매치 통산 33경기에 출전, 10득점을 넣었다.

## 통계
| 일본 | 일본 | 일본 |
| 연도 | 출전 | 득점 |
| ---- | ---- | ---- |
| 2007 | 2    | 1    |
| 2008 | 1    | 1    |
| 2009 | 2    | 0    |
| 2010 | 2    | 0    |
| 2011 | 9    | 4    |
| 2012 | 8    | 4    |
| 2013 | 9    | 0    |
| 통산 | 33   | 10   |